# Island Park (Nowy Jork)
Island Park – wieś w Stanach Zjednoczonych, w stanie Nowy Jork, w hrabstwie Nassau.